# Petr Pavlík (volejbalista)
Petr Pavlík (4. března 1945, Ostrava – 25. února 2005, Ostrava) český volejbalista, který reprezentoval Československo. S jeho reprezentací získal stříbrnou medaili na mistrovství Evropy v roce 1971. Zúčastnil se též mistrovství světa v roce 1970 (4. místo). Za národní tým nastupoval v letech 1965–1972. Hrál za kluby VŽKG Ostrava a Dukla Jihlava. Jeho nejlepším ligovým umístěním bylo 4. místo (1968 s Jihlavou, 1970 a 1971 s VŽKG). Byl proslulý svým výskokem. Po skončení hráčské kariéry se načas věnoval trénování, v letech 1975–1979 vedl VŽKG. Maximem, jehož s ním dosáhl, bylo 5. místo v roce 1977. Vystudoval ekonomii na Vysoké škole báňské v Ostravě. Syn Aleš byl ligovým hokejistou HC Vítkovice, dcera Fabiana se závodně věnovala aerobiku.